# Enjoy the Silence
"Enjoy the Silence" é vigésimo quarto single da banda britânica Depeche Mode, lançado em 16 de Janeiro de 1990, pela editora Mute Records. A canção foi escrita por Martin Gore e foi o segundo single do álbum Violator. O single foi relançado em 2004, numa versão remisturada por Mike Shinoda, com o título "Enjoy the Silence 04".
O single possui certificado de ouro nos Estados Unidos e Alemanha. A canção ganhou a categoria Melhor Single Britânico no BRIT Awards 1991.
O single foi escrito por Martin Gore e inicialmente planejado como uma balada calma, com o próprio Gore na voz. Durante a gravação do álbum Violator, Alan Wilder, então ainda membro da banda, sugeriu a reestruturação do tema musical e a inclusão de uma linha de baixo marcada. O grupo gostou das ideias e a canção final acabou por ser interpretada por David Gahan.
Após o lançamento, "Enjoy the Silence", depressa se tornou num éxito e no single mais popular da banda até então. Mesmo mais de duas décadas após o lançamento, continua a ser uma das imagens de marca dos Depeche Mode e um dos temas favoritos dos fãs, com presença obrigatória em todos os concertos.
O vídeo da versão original foi realizado por Anton Corbijn e filmado em diversos países europeus como Portugal, Espanha e Suíça. O vídeo é uma alternância de imagens da banda, a preto e branco, com cenas que mostram o vocalista David Gahan disfarçado de rei (com coroa e manto de arminho) e com uma cadeira desdobrável debaixo do braço. O personagem passeia por diversas paisagens, em busca do silêncio, incluindo as planícies do Alentejo e praias do Algarve, até encontrar a paz num cenário montanhoso, coberto de neve. "Enjoy the Silence" não foi a primeira nem a última colaboração de Corbijn com a banda, que realizou o vídeo do single "Suffer Well".
O lado B da primeira versão inclui as canções "Memphisto" (7") e "Sibeling" (12").

## Faixas
7": Mute / Bong18 (Reino Unido)
1. Enjoy the Silence
2. Mephisto

12": Mute / Bong18 (Reino Unido)
1. Enjoy the Silence
2. Enjoy the Silence (Hand and Feet Mix)
3. Enjoy the Silence (Ecstatic Dub)
4. Sibeling

CD: LCD Mute / Bong18 (Reino Unido)
1. Enjoy the Silence (Bass Line)
2. Enjoy the Silence (Harmonium)
3. Enjoy the Silence (Ricki Tik Tik Mix)
4. Mephisto

## Enjoy the Silence 04
"Enjoy the Silence" foi relançado em 2004, numa versão remisturada por Mike Shinoda, com o título "Enjoy the Silence 04". O lançamento da versão de 2004 motivou a realização de novo vídeo, dirigido desta vez por Uwe Flade. Esta nova versão é uma animação onde as únicas imagens reais são excertos de dois concertos dos Depeche Mode.
Na versão de 2004, o lado B é uma versão de "Halo" (quarto single do álbum Violator), remixada por Goldfrapp.

### Faixas
CD: Mute / CDBong34 (EU)
1. "Enjoy the Silence (Reinterpreted)" – 3:32
2. "Halo (Goldfrapp Remix)" – 4:22

CD: Mute / LCDBong34 (EU)
1. "Enjoy the Silence (Timo Maas Extended Remix)" – 8:41
2. "Enjoy the Silence (Ewan Pearson Remix [Radio Edit])" – 3:33
3. "Something to Do (Black Strobe Remix)" – 7:11

CD: Mute / XLCDBong34 (EU)
1. "Enjoy the Silence (Richard X Extended Mix)" – 8:22
2. "Enjoy the Silence (Ewan Pearson Extended Remix)" – 8:39
3. "World in My Eyes (Cicada Remix)" – 6:18
4. "Mercy in You (The BRAT Mix)" – 7:03

1. 12": Mute / 12Bong34 (EU)
2. "Enjoy the Silence (Timo Maas Extended Remix)" – 8:41
3. "Enjoy the Silence (Ewan Pearson Extended Remix)" – 8:39

12": Mute / L12Bong34 (EU)
1. "Something to Do (Black Strobe Remix)" – 7:11
2. "World in My Eyes (Cicada Remix)" – 6:18
3. "Photographic (Rex the Dog Dubb Mix)" – 6:20

12": Mute / XL12Bong34 (EU)
1. "Halo (Goldfrapp Remix)" – 4:22
2. "Clean (Colder Version)" – 7:09
3. "Little 15 (Ulrich Schnauss Remix)" – 4:52

Promo 2x12": Mute / P12Bong34 (EU)
1. "Enjoy the Silence (Timo Maas Extended Remix)" – 8:41
2. "Enjoy the Silence (Ewan Pearson Extended Remix)" – 8:39
3. "Enjoy The Silence (Richard X Extended Mix)" - 8:22
4. "Enjoy The Silence (Ewan Pearson Extended Instrumental)" - 8:35

Promo 12": Mute / PL12Bong34 (EU)
1. "Something to Do (Black Strobe Remix)" – 7:11
2. "World in My Eyes (Cicada Remix)" – 6:18
3. "Photographic (Rex the Dog Dubb Mix)" – 6:20

Promo 12": Mute / PXL12Bong34 (EU)
1. "Halo (Goldfrapp Remix)" – 4:22
2. "Clean (Colder Version)" – 7:09
3. "Little 15 (Ulrich Schnauss Remix)" – 4:52

Radio Promo CD: Mute / RCDBong34 (EU)
1. "Enjoy the Silence (Reinterpreted By Mike Shinoda)" – 3:32
2. "Enjoy the Silence (Richard X Mix)" – 3:30
3. "World in My Eyes (Ewan Pearson Remix (Radio Edit))" – 3:33

12": Reprise / 42757-0 (EUA)
1. "Enjoy the Silence (Timo Maas Extended Remix)" – 8:41
2. "Enjoy the Silence (Ewan Pearson Extended Remix)" – 8:39
3. "Enjoy the Silence (Richard X Extended Mix)" – 8:22
4. "World in My Eyes (Cicada Remix)" – 6:18

CD: Reprise / 42757-2 (EUA)
1. "Enjoy the Silence (Reinterpreted)" – 3:32
2. "Enjoy the Silence (Timo Maas Extended Remix)" – 8:41
3. "Enjoy the Silence (Ewan Pearson Extended Remix)" – 8:39
4. "Enjoy the Silence (Richard X Extended Mix)" – 8:22
5. "World in My Eyes (Cicada Remix)" – 6:18
6. "Something to Do (Black Strobe Remix)" – 7:11

Promo 12": Reprise / PRO-A-101419A (EUA)
1. "Enjoy the Silence (Reinterpreted)" – 3:32
2. "Nothing (Headcleanr Rock Mix)" – 3:30
3. "Halo (Goldfrapp Remix)" – 4:22

Promo 2x12": Reprise / PRO-A-101430 (EUA)
1. "Enjoy the Silence (Reinterpreted)" – 3:32
2. "Enjoy the Silence (Ewan Pearson Extended Remix)" – 8:39
3. "Enjoy the Silence (Richard X Extended Mix)" – 8:22
4. "Enjoy the Silence (Timo Maas Extended Remix)" – 8:41
5. "World In My Eyes (Cicada Remix)" – 6:18
6. "Something To Do (Black Strobe Remix)" – 7:11

Promo CD: Reprise / PRO-CDR-101419 (EUA)
1. "Enjoy the Silence (Reinterpreted)" – 3:33
2. "Nothing (Headcleanr Rock Mix)" – 3:31
3. "Halo (Goldfrapp Remix)" – 4:22

## Outras versões

Trecho do video da canção "Enjoy the Silence" exibindo a região de Algarve, ao sul de Portugal.

"Enjoy the Silence" é um tema musical muito popular, cantado por muitos outros artistas e bandas. Alguns covers mais conhecidos são o do Lacuna Coil, Breaking Benjamin, It Dies Today, Keane, HIM, Anberlin e o de Tori Amos.
O vídeo alternativo de "Viva la Vida" do Coldplay que foi gravado em 2008 é uma homenagem ao vídeo de "Enjoy the Silence" e foi também gravado pelo Anton Corbijn. O vídeo mostra Chris Martin vestido como rei e carregando um rádio e depois um quadro, no final ele se encontra com os outros integrantes da banda na praia.
A banda Ki Theory gravou uma versão remix da música no álbum "Walkin' After Midnight", lançado em novembro de 2016. A versão foi usada no primeiro trailer do filme Ghost in the Shell (2017).